# Tactical Air Support
La Tactical Air Support, Inc. (o Tactical Air o TacAir), è una Compagnia militare privata con base sull'aeroporto Reno-Stead di Reno, Nevada. Quasi tutti i suoi dipendenti sono ex comandanti, ex istruttori o ex piloti collaudatori di unità militari, specializzati nell'addestramento aereo tattico. Essa è particolarmente specializzata nell'offrire supporto aereo nel DACT (Dissimilar air combat training) alle aviazioni militari.

## Aeromobili in uso
| Aeromobile             | Origine     | Tipo              | Versione (denominazione locale) | In servizio (2019) | Note |
| Aerei da combattimento |             |                   |                                 |                    | |
| Northrop F-5 Tiger II  | Stati Uniti | cacciabombardiere | F-5E F-5FCF-5D                  | 215                | Si tratta di 21 F-5E/F ex Royal Jordanian Air Force, e di 5 CF-5D ex Canadian Forces Air Command. Molti dei 21 F-5E/F ex giordani sono stati aggiornati alla variante F-5AT (Advanced Tiger). Questo aggiornamento include una cabina di pilotaggio dotata di un nuovo grande display multifunzione digitale Garmin G3000 e nuovi sistemi di comunicazione, navigazione, sorveglianza, e comandi HOTAS. |
| Embraer EMB-312 Tucano | Brasile     | CAS               | EMB-312F                        | 1                  | Si tratta di 1 EMB-312F ex Armée de l'Air. |
| SIAI-Marchetti SF-260  | Italia      | CAS               | SF-260TP                        | 1                  | |